# Židovský hřbitov ve Velké nad Veličkou
Židovský hřbitov Velké nad Veličkou byl založen v roce 1886 v těsném sousedství katolického a evangelického pohřebiště, na severním okraji městečka, přibližně 700 metrů od centra.
Na pozemku čtyřúhelného tvaru o ploše 443 m2 se dochovalo celkem 34 převážně novodobých náhrobních kamenů. První pohřeb se uskutečnil 1889, nejstarší dochovaný náhrobek z roku 1890, poslední pohřeb 1942, celkem 47 evidovaných hrobů. Asi do roku 1975 stávala v rohu hřbitova malá márnice. Majitelem hřbitova je Federace židovských obcí v ČR, údržbu zajišťuje organizace Matana a.s.
Velická židovská komunita přestala existovat podle zákona z roku 1890, do okupace se o hřbitov starala židovská obec ve Strážnici.